# Barnaby Metschurat
Barnaby Metschurat (* 22. September 1974 in West-Berlin) ist ein deutscher Schauspieler.

## Leben
Barnaby Metschurat wurde 1974 in Berlin-Neukölln geboren. Seine Eltern waren selbständige Unternehmer; er wuchs hauptsächlich bei der Mutter auf. Seine Schauspielausbildung absolvierte er 1994 an der Schauspielschule Die Etage in Berlin. 1995 spielte er die Rolle des Kaspar Riedel in der Serie Unser Lehrer Doktor Specht. 1998 gab er sein Kinodebüt im Berlin-Film Angel Express von Regisseur RP Kahl. Seither wirkt er sowohl in Kino- als auch in Fernsehfilmen und -serien mit.
Daneben spielt er Theater, so 1995 im T.A.T Theater Berlin die Rolle des Cliff in Tagträumer von William Mastrosimone, 1996 bis 1997 als Ensemble-Mitglied im Theater Rote Grütze Berlin in Darüber spricht man nicht und Was heißt'n hier Liebe, 1997/98 in der Vaganten Bühne Berlin in Die Schaukel von E. Mazya, in Der Klassenfeind von N. Williams und im Theater Tribüne Berlin in Eine ganz normale Familie von Neil Simon, 1998 im Theater zum westlichen Stadthirschen Berlin in Leonce und Lena von Georg Büchner und 1999 auf den Wiener Festwochen in Hamlet unter der Regie von Peter Zadek.
Internationalen Erfolg hatte er in den Filmen L’auberge espagnole von 2002 und L’auberge espagnole – Wiedersehen in St. Petersburg in seiner Rolle des Deutschen Tobias. 2016 war er in der Rolle des Joseph Goebbels in der Filmbiografie Zeit für Legenden über Jesse Owens und dessen Teilnahme an den Olympischen Sommerspielen 1936 zu sehen.
2011 gründeten Lavinia Wilson und Metschurat die Filmproduktion HotCouple und stellten auf dem Filmfest in Saarbrücken ihren Kurzfilm Sunny und Roswitha vor.
2016 feierte das gemeinsame Spielfilmregiedebüt Hey Bunny Premiere auf dem Internationalen Filmfest Oldenburg. Im April 2017 startete der Film in den Kinos.

## Privat
Metschurat lebte seit 2001 mit der Schauspielerin Lavinia Wilson zusammen. Aus einer früheren Beziehung hat er eine Tochter (* 1993). Im Februar 2014 wurde der gemeinsame Sohn des Paares geboren. Im Juni 2016 kam der zweite gemeinsame Sohn zur Welt, 2018 der dritte.
2020 trennten sich Wilson und Metschurat. Er hat einen Enkel.

## Filmografie (Auswahl)
- 1993: Wolffs Revier (Fernsehserie)
- 1994: Elbflorenz (Fernsehserie)
- 1995: Unser Lehrer Doktor Specht (Fernsehserie, 16 Folgen)
- 1998: Das vergessene Leben
- 1998: Angel Express
- 1999: Boomtown 2000
- 1999: Otomo
- 2000: Chill Out
- 2000: Wolfsheim
- 2001: Julietta – Es ist nicht wie du denkst
- 2001: Das Mädcheninternat – Deine Schreie wird niemand hören
- 2002: Solino
- 2002: L’auberge espagnole
- 2003: Echte Männer?
- 2003: Sternzeichen
- 2003: Anatomie 2
- 2004: Kurz – Der Film
- 2005: Wilsberg – Schuld und Sünde (Fernsehreihe)
- 2005: L’auberge espagnole – Wiedersehen in St. Petersburg
- 2005: Tatort: Am Abgrund (Fernsehreihe)
- 2006: Das total verrückte Wunderauto
- 2006: Fair Trade (Kurzfilm)
- 2007–2010: KDD – Kriminaldauerdienst (Fernsehserie, 28 Folgen)
- 2008: Dicke Liebe
- 2008: Weitertanzen
- 2009: Krupp – Eine deutsche Familie (Fernsehdreiteiler, 3 Folgen)
- 2009: Lenz
- 2009: Mammut (Synchronstimme von Gael García Bernal)
- 2010: Satte Farben vor Schwarz
- 2011: Familiengeheimnisse – Liebe, Schuld und Tod
- 2011: 2030 – Aufstand der Jungen
- 2011: Fliegende Fische müssen ins Meer
- 2012, 2017: Der Staatsanwalt (Fernsehserie, verschiedene Rollen, 2 Folgen)
- 2012: Die letzte Spur (Fernsehserie, Folge Verantwortung)
- 2012: Ein Fall für zwei (Fernsehserie, Folge Eine Million in kleinen Scheinen)
- 2012: Tatort: Dinge, die noch zu tun sind
- 2013: Einsatz in Hamburg – Mord an Bord (Fernsehreihe)
- 2013: Tatort: Trautes Heim
- 2014: Immer wieder anders
- 2014: Mord am Höllengrund
- 2014: Weihnachten für Einsteiger
- 2014: 1864 – Liebe und Verrat in Zeiten des Krieges (Fernsehserie, 5 Folgen)
- 2014: Familienfest
- 2015: Tiefe Wunden – Ein Taunuskrimi (Fernsehreihe)
- 2015: Alarm für Cobra 11 (Fernsehserie, Folge Das letzte Rennen)
- 2015: Schuld nach Ferdinand von Schirach (Fernsehserie, Folge Der Andere)
- 2015: Die Kanzlei (Fernsehserie, Folge Die Sterne lügen nicht)
- 2015: Tatort: Côte d’Azur
- 2015: Crossing Lines (Fernsehserie, Folge Der Anschlag)
- 2015: Unter anderen Umständen: Das verschwundene Kind (Fernsehreihe)
- 2015: Helen Dorn – Bis zum Anschlag (Fernsehreihe)
- 2015: Zorn – Wo kein Licht (Fernsehreihe)
- 2016: Der gute Göring
- 2016: Zeit für Legenden (Race)
- 2016: Tatort: Der hundertste Affe
- 2016: Wie Männer über Frauen reden
- 2016: Hey Bunny (auch Regie)
- seit 2017: Ostfrieslandkrimis (Fernsehreihe)
  - 2017: Ostfriesenkiller
  - 2018: Ostfriesenblut
  - 2019: Ostfriesensünde
  - 2020: Ostfriesengrab
  - 2021: Ostfriesenangst
  - 2022: Ostfriesensühne
  - 2023: Ostfriesenmoor
  - 2023: Ostfriesenfeuer
  - 2023: Ostfriesenwut
  - 2024: Ostfriesenschwur
  - 2025: Ostfriesenfluch
  - 2025: Ostfriesenhölle
- 2018: Frankfurt, Dezember 17
- 2019: Der Bulle und das Biest (Fernsehserie, Folge Jenseits von Eden)
- 2019: Die Drei von der Müllabfuhr – Baby an Bord
- 2019: Was gewesen wäre
- 2019: Tage des letzten Schnees
- seit 2020: Drinnen – Im Internet sind alle gleich (Fernsehserie)
- 2020: Stralsund (Fernsehserie, Folge Blutlinien)
- 2020: Nicht tot zu kriegen (Fernsehfilm)
- 2020: Tatort: Der Welten Lohn
- seit 2021: Die Eifelpraxis (Fernsehreihe)
- 2021: Nona und ihre Töchter (Nona et ses filles, Fernsehserie, 9 Episoden)
- 2022: Gefährliche Nähe (Fernsehserie, 6 Episoden)

## Hörspiele und Features (Auswahl)
- 2008: Thomas Mann: Bekenntnisse des Hochstaplers Felix Krull (Felix Krull) – Regie: Sven Stricker (NDR)
- 2013: Usula Rütten: Haut-Nah – Schnitt/Stelle/Körper/Seele – Regie: Thom Kubli (Feature – WDR)
- 2014: Bodo Traber: Das Ding im Nebel – Regie: Petra Feldhoff (Kriminalhörspiel – WDR)
- 2018/2019: Edgar Linscheid und Stuart Kummer: Caiman Club – Regie: Stuart Kummer (WDR)

## Auszeichnungen
- 2002: Bayerischer Filmpreis, Nachwuchsdarstellerpreis für die Rollen in Anatomie 2 und Solino
- 2003: „Meine Eltern“ diverse Festivalprämierungen
- 2004: „Solino“ Zimbabwe International Film Festival
- 2006: „Fair Trade“ diverse Festivalprämierungen
- 2007: „KDD“ Deutscher Fernsehpreis „Beste Serie“
- 2008: „KDD“ Adolf-Grimme-Preis
- 2008: „KDD“ Nominierung Deutscher Fernsehpreis „Beste Serie“